# 沙璜
沙璜是印度尼西亞亞齊省的城市，位於該國西北部蘇門答臘島北部，面積153平方公里，每年平均降雨量約2,000毫米，2010年人口30,647。

## 外部連結
- Weh island, a piece of land from Heaven.
- Pulau Weh Sabang Tourism Information.